# Hestimidius ingranulatus
Hestimidius ingranulatus là một loài bọ cánh cứng trong họ Cerambycidae.